# Макар-следопыт
«Макар-следопыт» — советский детский трёхсерийный телевизионный фильм, снятый на студии Ленфильм в 1984 году по мотивам одноимённой повести Л. Е. Остроумова, опубликованной в 1925—1928 годах.

## Краткое содержание

Макар Следопыт, обложка издания 1928 года, ГосИздат СССР

О приключениях деревенского мальчишки Макара и его друзей, деревенских ребят, вступивших в отчаянную схватку на стороне «красных» (разведчик Тимофей, Егорка, подпольщик Михаил, трактирщик Ираклий и его дочь) при подготовке восстания в городе, при наступлении Красной Армии, против «белых» (штабс-капитан контрразведки Чёрный, управляющий барской усадьбой, священник отец Крестовоздвиженский, английский военный советник) и победивших их благодаря мужеству, смекалке и дружбе. А неизменным помощником отважного Макара выступает очень преданная и сообразительная кавказская овчарка Дружок.
Юные герои фильма, подростки, переживают множество увлекательных и опасных приключений, в том числе подражая книгам про индейцев, активно участвуют в событиях гражданской войны.

## В ролях
- Максим Минин — Макар
- Сергей Савватеев — Егорка
- Ангелина Полянчукова — Любочка

### Красные
- Александр Леньков — Тимофей
- Андрей Ростоцкий — Мячик (командир разведчиков)
- А. Бахаревский — командир
- В. Левицкий — комиссар
- Иван Краско — комбриг
- Владимир Этуш — Ираклий
- Раиса Этуш — дочь Ираклия
- В. Кравченко — Михаил
- Г. Ивлиева — жена Михаила
- М. Семенов — Сорокин
- В. Олексеенко — Гаврюков
- Сергей Кошонин — солдат-белогвардеец Васильев
- Алексей Горбунов — красноармеец
- Александр Толстых — подпольщик
- Владимир Лосев — Скворцов, красноармеец (нет в титрах)
- Михаил Церишенко — красноармеец

### Белые
- Олег Борисов — штабс-капитан Чёрный
- Георгий Штиль — управляющий
- Игорь Дмитриев — англичанин
- Валерий Миронов — второй офицер
- Анатолий Столбов — поп, отец Крестовоздвиженский
- А. Данилов — Юрий
- Станислав Соколов — поручик Чертяка
- Виктор Ильичев — солдат-студент
- Анатолий Рудаков — солдат
- Сергей Кучеренко — солдат-возница (3-я серия, нет в титрах)

#### Остальные
- Георгий Тейх — дед Макара
- Гелий Сысоев — Данила, хозяин постоялого двора
- Ольга Первеева — Настя, жена Данилы
- Людмила Ксенофонтова — дама в рюшах
- Виктор Сухоруков — эпизод (3 серия)
- Валерий Наконечный — эпизод (3 серия)
- Наура (кавказская овчарка) — Дружок

## Места съёмок
Съёмки проходили в Киеве и его окрестностях.

## Съёмочная группа
- Автор сценария: Анатолий Козак
- Режиссёр: Николай Ковальский
- Оператор: Александр Чечулин
- Художник: Валерий Юркевич
- Композитор: Виктор Лебедев
- Песня «Дружба, нас веди», музыка — Виктор Лебедев, стихи — Лев Куклин, исполнитель — Виктор Кривонос.